# ورزشگاه تولون پالوکنتا
ورزشگاه تولون پالوکنتا (فنلاندی: Töölön Pallokenttä) یک ورزشگاه فوتبال در شهر هلسینکی، فنلاند است.
این ورزشگاه که در سال ۱۹۱۵ تأسیس شده یکی از ورزشگاه‌های میزبان مسابقات فوتبال بازی‌های المپیک تابستانی ۱۹۵۲ بوده‌است.